# Anna Rakhmanko
Anna Rakhmanko (* 1988 in Sibirien), auch aktiv unter dem Pseudonym Anna Vladi, ist eine russische Comic-Autorin, Fotografin und Journalistin. Gemeinsam mit ihrem Ehemann Mikkel Sommer, der die Zeichnungen beisteuerte, verfasste sie die Comicreportagen Strannik, Vasja, dein Opa und Hinterhof.

## Leben und Werk
Anna Rakhmanko wurde 1988 in Sibirien geboren und wuchs dort in einer Kleinstadt auf. Sie studierte Internationalen Journalismus in Sankt Petersburg, Paris und Berlin. Seit 2009 arbeitet sie abwechselnd in Berlin und Athen, wo sie mit ihrem Ehemann und der gemeinsamen Tochter lebt. Rakhmanko arbeitete unter anderem in verschiedenen internationalen Projekten mit Geflüchteten. Sie verfasst Texte für ihre eigenen Comics, die im Genre Comic-Journalismus eingeordnet werden, und ist auch als Übersetzerin tätig.
Gemeinsam mit ihrem Ehemann, dem dänischen Comic-Zeichner Mikkel Sommer, schuf sie die Graphic Novels Strannik (2019), Vasja, dein Opa (2021) und Hinterhof (2022). Neben den dänischen Ausgaben und deutschen Veröffentlichungen wurden die Werke unter anderem ins Englische, Griechische, Portugiesische und Russische übersetzt.
In Strannik (Russisch für „Pilger“ oder „Wanderer“) dokumentieren sie das Leben des 46-jährigen Obdachlosen Vyacheslav. Rakhmanko war im Jahr 2014 in Sozialen Netzwerken auf Vyacheslav aufmerksam geworden. Sie und Sommer kontaktierten ihn, reisten nach Russland und begleiteten den Kampfsportler für vier Tage auf den Straßen Moskaus unter anderem zu einem seiner Kämpfe. Trotz Alter und Wohnungslosigkeit tritt er als Ali Baba immer noch im Ring zu brutalen Käfigkämpfen an, nicht nur in Moskau, sondern zum Teil auch an weit entfernten Austragungsorten. Neben Szenen, die sein Leben ohne festen Wohnsitz zeigen – etwa in Fast-Food-Restaurants, der Metro, in Treppenhäusern oder wie er bei Freunden und Bekannten Kleidung aufbewahrt – widmet sich der Comic insbesondere den Erinnerungen, Ideen und Träumen von Vyacheslav.
Mit ihrer nächsten Veröffentlichung Vasja, dein Opa thematisieren sie Rakhmankos eigene Familiengeschichte. Ihre Vorfahren, darunter der titelgebende Großvater Vasja und ihre Großtante Ljuba, wurden 1941 nach der Wiedereingliederung Bessarabiens in die Sowjetunion nach Sibirien verschleppt, um dort als Arbeitssklaven das unwirtliche Land zu erschließen. Schon die Reise zum neuen Wohnort war gefährlich und voller Entbehrungen. Die Familie wurde Nachts aus dem Schlaf gerissen, in Güterwaggons gesperrt und deportiert. Nicht alle Familienmitglieder überlebten die Strapazen der Umsiedlung. Die Unterkünfte mussten sie sich nach ihrer Ankunft im Herbst kurz vor Wintereinbruch selbst bauen. Als Fremde und vermeintliche Volksverräter waren sie über viele Jahre Anfeindungen der örtlichen Bevölkerung ausgesetzt. Vasja war insbesondere in Kriegszeiten oft abwesend, da er zu Arbeitseinsätzen gezwungen wurde. Die Erzählung endet 1955, nach dem Tod Josef Stalins konnte Vasja in seine rumänische Heimat zurück.
Die Comicreportage Hinterhof porträtiert Dasa Hink, die in Berlin als Filmemacherin, Künstlerin, Musikerin und Sexarbeiterin tätig ist, nachdem sie mit ihrem häuslichen Leben und einer festen Beziehung brach. Im titelgebenden Hinterhof bietet sie ihre Dienste als Domina an. Der Comic reflektiert ihren Alltag, ihre Gedanken und die Bedürfnisse von Dasas Kunden. Die beiden Comic-Künstler begleiteten Dasa in ihrem Alltag und führten mehrere Interviews mit ihr, dabei sprachen sie beispielsweise über ihre Familie, Kindheit und Kunst.

## Stil
Die Texte von Strannik sind prägnant formuliert und haben dokumentarischen Charakter. Sie sind aus der Ich-Perspektive geschrieben, erinnern an ein Tagebuch und orientieren sich am Gedankenfluss der Hauptfigur. Erinnerungen an die Kindheit von Vyacheslav gehen über in Zukunftspläne, Berichte aus seinem Alltag wechseln sich mit Träumen ab. Dialoge und Interaktion mit anderen Figuren finden kaum statt. Bilder und Erzählung verlaufen asynchron, die zum Text dazugehörigen Illustrationen werden erst später in einem anderen Panel oder auf einer folgenden Seite gezeigt.
Für Vasja, dein Opa verlässt sich Rakhmanko auf die Erinnerungen ihrer Großtante Ljubow „Ljuba“ Sacharowna Kuklina und erzählt die Geschichte konsequent aus der kindlichen Perspektive. Für das Gespräch besuchte sie ihre 84 Jahre alte Tante in Sibirien, zu dieser Zeit das letzte noch lebende Familienmitglied, das von der Zwangsumsiedlung direkt betroffen war. Diese war anfangs etwa vier Jahre alt, der Comic endet, als sie siebzehn ist. Vasja kehrte 1955 wieder in seine alte Heimat Bessarabien zurück, seine jüngste Schwester Ljuba blieb in Sibirien.
Hinterhof ähnelt in seiner Machart einem Dokumentarfilm, der den Alltag von Dasa Hink realistisch und unaufgeregt wiedergibt.

## Veröffentlichungen (Auswahl)
- Strannik. Zeichnungen von Mikkel Sommer, Rotopol, Kassel 2019, ISBN 978-3-96451-004-4.
- Vasja, dein Opa. Zeichnungen von Mikkel Sommer, Rotopol, Kassel 2021, ISBN 978-3-96451-022-8.
- Hinterhof. Zeichnungen von Mikkel Sommer, avant-verlag, Berlin 2022, ISBN 978-3-96445-082-1.

## Kritiken
Text und Zeichnungen passten sehr gut zusammen, hält Nina Pimentel Lechthoff bei comic-couch.de fest, und im Ergebnis sei Strannik ein stimmungsvoller und packender Comic. Da die Comic-Künstler weder als Erzähler noch Figuren in ihrem Werk auftreten „kann man sich ganz und gar auf den Protagonisten konzentrieren“, was es zu einer gelungenen Dokumentation über das Leben eines Mannes mache, der „zwar am Rande der Gesellschaft lebt, aber trotzdem seine Träume nicht aufgegeben hat“.
Comics wie Vasja, dein Opa seien ein „Augen- und Ohrenöffner für die Reflexe und Echos einer Zeit, die nur scheinbar vergangen ist“, befindet Andreas Platthaus in die Frankfurter Allgemeine Zeitung. Rakhmanko gehe es dabei vor allem um die Aufmerksamkeit für Menschen und ihrer Geschichten, „deren Vorfahren zum Spielball von Politikern wurden, die man im Nachhinein nur als Wahnsinnige bezeichnen kann“. Die im Anhang abgedruckten Familienfotos brächten „einem die Protagonisten des Comics noch einmal besonders nahe“.
Jule Hoffmann urteilt bei Deutschlandfunk Kultur, Hinterhof leiste einen gesellschaftspolitischen Beitrag, da der Comic das „breite Spektrum sexueller Spielarten“ thematisierte und die „Arbeit als Domina als etwas Selbstverständliches jenseits jeder Schmuddelecke“ zeige. Darüber hinaus werde die Hauptfigur als „einfühlsame, entspannte und auch vielseitige Person“ gezeigt.

## Auszeichnungen
2021 erhielten Rakhmanko und Sommer einen ICOM Independent Comic Preis für Vasja, dein Opa in der Kategorie „Bester Independent Comic – Verlagsveröffentlichung“. Auf den ersten Blick erscheine das Buch wie eine bloße Biografie, betont Juror Dirk Seliger. Vasja fungiere aber „eher als Erzählanlass für weit Größeres, nämlich das Schicksal tausender Menschen aus […] jener Region“. Den „aufgesetzten pädagogischen Zeigefinger“ suche man vergebens, wegen der sachlichen Art „ist der Leser hübsch selbst zuständig“ für eine Wertung.
Im folgenden Jahr wurden die beiden ebenfalls für Vasja, dein Opa mit einem GINCO Award als „Bester Printcomic“ ausgezeichnet. Jury-Mitglied Rilana Kubassa hält in der Laudatio fest, Rakhmanko gebe die Erzählung sehr lebendig wieder, „fast hat man das Gefühl, man hört die Stimme von ‚Oma Ljuba‘, wie sie aus der Kindesperspektive von ihrer Freude erzählt, als die Familie auf der Reise ein paar Eimer Moltebeeren sammeln kann“. Der authentische Zeitzeugenbericht ermögliche einen „wichtigen Einblick in einen Teil der Weltgeschichte, die […] vor allem von den Menschen geschrieben wird“.